# Hohenlohe-Marathon
Der Hohenlohe-Marathon (seit 1999 ebm-papst Marathon) ist ein Marathon, der seit 1993 im September in Niedernhall stattfindet und vom Unternehmen ebm-papst und dem TSV Niedernhall veranstaltet wird. Zum Programm gehören auch die Disziplinen Halbmarathon, Duo-Marathon (15 + 27 km), Handbike, Inline-Lauf, 10-km-Lauf, Mini-10er (1000 m), Bambini-Marathon (420 m), Mini-Marathon (4,2 km), Mini-Halbmarathon (2,1 km) und Nordic Walking (7 + 12 km). Ab 2023 wird der Lauf am Samstag mit einem 5 km Freizeitlauf ergänzt. 

## Strecke
Die Streckenführung verläuft nach einer Stadtrunde durch Niedernhall flussaufwärts dem Kocher durch Ingelfingen bis zur Überquerung der Kochertalstraße kurz vor der Kreuzung B19. Dann geht es durch das Deubachtal hoch hinaus in die aussichtsreichen Weinberge, vorbei an der Ruine Lichteneck. Nach leichtem Auf und Ab geht es am Ingelfinger Fass und Criesbach vorbei nach Niedernhall. Weiter geht es durch die Weinberge nach Weißbach und dort über die Weinberge oberhalb von Neuwülfingen und dann flussabwärts nach Forchtenberg. Oberhalb der Kochertalstraße geht es nach Ernsbach und auf dem Radweg zurück nach Forchtenberg. In Forchtenberg führt die Strecke durch die Altstadt und danach über den Radweg nach Weißbach und weiter Richtung Niedernhall. Kurz vor Niedernhall wird noch einmal eine Schleife Richtung Weißbach gelaufen um danach nach Niedernhall ins Ziel zu kommen. Auf der ganzen Strecke gilt die StVO! Die Strecke ist ein vom WLV/DLV genehmigter und geprüfter Straßenlauf. Die Zeitmessung erfolgt per ChampionChip.
Der Halbmarathon geht von Niedernhall durch die Stadt auf der extra gesperrten Landstraße nach Weißbach und weiter Richtung Forchtenberg. Dort treffen die Halbmarathonläufer auf die Marathonläufer und laufen die Runde über Forchtenberg Richtung Ernsbach und zurück nach Forchtenberg weiter Richtung Weißbach. Vor Niedernhall müssen diese auch nicht die zusätzliche Schleife wie die Marathonläufer laufen, sondern können direkt nach Niedernhall ins Ziel laufen.
Die 10 km Strecke verläuft wie die des Halbmarathons, wobei nach ca. 5 km zwischen Weißbach und Forchtenberg sich der Wendepunkt befindet und die Läufer danach wieder Richtung Weißbach laufen, um dort auf den ca. letzten 4 km auf die Schlussstrecke vom Marathon und Halbmarathon zu treffen.
Einige kuriose Zwischenfälle haben sich bislang dadurch ergeben, dass Läufer die Wendepunkte nicht bemerkt haben. 1999 passierte dies den beiden Kenianern Joshua Killy und Isaac Chemobwo auf der 10-km-Strecke. Trotz eines Umwegs von 4 km belegten sie immer noch Platz 5 und 6. Dasselbe Missgeschick geschah ihrem Landsmann Samwel Okemwa 2001, der ursprünglich die Halbmarathonstrecke angehen wollte. Okemwa entschied sich zum Durchlaufen und siegte auf der vollen Distanz mit Streckenrekord.

## Statistiken

### Finisherzahl
| Jahr | Marathon | Halbmarathon |
| Jahr | Gesamt   | Gesamt       |
| ---- | -------- | ------------ |
| 2015 | 205      | 882          |
| 2014 | 133      | 925          |
| 2013 | 143      | 1036         |
| 2012 | 139      | 1087         |
| 2011 | 152      | 1098         |
| 2010 | 156      | 1155         |
| 2009 | 198      | 1124         |
| 2008 | 198      | 1186         |
| 2007 | 179      | 982          |
| 2006 | 154      | 978          |
| 2005 | 231      | 1418         |
| 2004 | 251      | 1163         |
| 2003 | 277      | 905          |
| 2002 | 213      | 903          |
| 2001 | 164      | 483          |

### Streckenrekord
Marathon
|        | Jahr | Rekordhalter        | Zeit (Stunden) |
| ------ | ---- | ------------------- | -------------- |
| Männer | 2001 | Samwel Okemwa (KEN) | 2:23:55        |
| Frauen | 2009 | Dorothea Frey (GER) | 3:00:57        |

Halbmarathon
|        | Jahr | Rekordhalter          | Zeit (Stunden) |
| ------ | ---- | --------------------- | -------------- |
| Männer | 2004 | Martin Beckmann (GER) | 1:06:53        |
| Frauen | 2000 | Judy Kiplimo (KEN)    | 1:12:40        |

Duo-Marathon
|     | Jahr | Rekordhalter                               | Zeit (Stunden) |
| --- | ---- | ------------------------------------------ | -------------- |
| Duo | 2012 | Kay-Uwe Müller (GER) Werner Fröschke (GER) | 2:35:56        |

Handbike
|       | Jahr | Rekordhalter           | Zeit (Stunden) |
| ----- | ---- | ---------------------- | -------------- |
| 40 km | 2015 | Torsten Purschke (GER) | 0:58:16        |
| 42 km | 2010 | Vico Merklein (GER)    | 1:09:07        |

Inline-Lauf
|        | Jahr | Rekordhalter                 | Zeit (Stunden) |
| ------ | ---- | ---------------------------- | -------------- |
| Männer | 2015 | Marcel Eschbach (GER)        | 0:37:23        |
| Frauen | 2015 | Claudia Maria Henneken (GER) | 0:38:36        |

10-km-Lauf
|        | Jahr | Rekordhalter        | Zeit (Stunden) |
| ------ | ---- | ------------------- | -------------- |
| Männer | 2012 | Jan Fitschen (GER)  | 0:30:29        |
| Frauen | 2012 | Theresa Klett (GER) | 0:37:47        |

### Siegerlisten
Marathon
| Jahr | Männer             | Zeit (Stunden) | Frauen               | Zeit (Stunden) |
| ---- | ------------------ | -------------- | -------------------- | -------------- |
| 2019 | Kay-Uwe Müller -4- | 2:36:35        | Iryna Zghurska       | 3:24:49        |
| 2018 | Martin Schwab -2-  | 2:48:54        | Sandra Fätsch        | 3:29:26        |
| 2017 | Martin Schwab      | 2:47:42        | Sandra Gruidl        | 3:40:47        |
| 2015 | Sebastian Reinwand | 2:27:09        | Christine Sigg-Sohn  | 3:08:32        |
| 2014 | Kai Reissinger     | 2:40:50        | Sandra Fätsch        | 3:18:44        |
| 2013 | Georg Kunzfeld     | 2:47:07        | Astrid Staubach      | 3:07:01        |
| 2012 | Fedor Zeyer        | 2:44:49        | Heike Volkert        | 3:30:44        |
| 2011 | Kay-Uwe Müller -3- | 2:37:03        | Annette Haupt        | 3:31:33        |
| 2010 | Kay-Uwe Müller -2- | 2:34:04        | Anja Franz           | 3:19:37        |
| 2009 | Kay-Uwe Müller     | 2:37:19        | Dorothea Frey        | 3:00:57        |
| 2008 | Markus Mühlberger  | 2:42:55        | Therese Braemer      | 3:23:30        |
| 2007 | Hauke Dutschak -4- | 2:38:28        | Branka Hajek         | 3:07:28        |
| 2006 | Hauke Dutschak -3- | 2:40:06        | Birte Steinhoff      | 3:21:29        |
| 2005 | Hauke Dutschak -2- | 2:40:32        | Margit Rensch        | 3:20:44        |
| 2004 | Hauke Dutschak     | 2:41:25        | Sonja Grünke         | 3:16:30        |
| 2003 | Günter Seibold     | 2:36:42        | Uschi Bergler        | 3:11:57        |
| 2002 | Werner Fröschke    | 2:49:19        | Sabine Weiß          | 3:26:57        |
| 2001 | Samwel Okemwa      | 2:23:55        | Kathrin Hirschberger | 3:32:18        |

Halbmarathon
| Jahr | Männer               | Zeit (Stunden) | Frauen               | Zeit (Stunden) |
| ---- | -------------------- | -------------- | -------------------- | -------------- |
| 2019 | Lukas Elie           | 1:10:49        | Stefanie Doll        | 1:17:06        |
| 2018 | Daniel Noll          | 1:12:31        | Christine Schleifer  | 1:18:44        |
| 2017 | Michael Chalupsky    | 1:13:51        | Bettina Englisch -3- | 1:20:59        |
| 2015 | Hans Nilsson         | 1:12:26        | Bettina Englisch -2- | 1:27:57        |
| 2014 | Florian Röser        | 1:10:22        | Bettina Englisch     | 1:25:39        |
| 2013 | Kay-Uwe Müller       | 1:13:32        | Heike Volkert -2-    | 1:29:25        |
| 2012 | Johannes Moldau      | 1:14:57        | Heike Volkert        | 1:23:12        |
| 2011 | Manuel Spieß         | 1:17:39        | Annette Haupt        | 1:33:46        |
| 2010 | Johannes Weingärtner | 1:13:30        | Angelika Hofmann     | 1:33:04        |
| 2009 | Christian Wachter    | 1:16:33        | Anne Zanzinger       | 1:22:18        |
| 2008 | Fabian Lafrenz       | 1:12:18        | Elke Brenner         | 1:26:52        |
| 2007 | Christoph Hubacher   | 1:10:05        | Gabi Schirmer        | 1:32:35        |
| 2006 | Tobias van Ghemen    | 1:10:54        | Nicole Leder         | 1:22:54        |
| 2005 | Sven Lange           | 1:15:03        | Petra Bauer          | 1:24:29        |
| 2004 | Martin Beckmann      | 1:06:53        | Branka Hajek         | 1:27:28        |
| 2003 | Moritz Gmelin -2-    | 1:14:52        | Monika Schulz        | 1:23:44        |
| 2002 | Moritz Gmelin        | 1:12:03        | Silvia Schmidt       | 1:28:20        |
| 2001 | Jukka Kero           | 1:14:09        | Ledysha Biwott       | 1:16:49        |